# Szántó Árpád (fizikus)
Szántó Árpád (Gyergyóújfalu, 1913. február 20. – Kolozsvár, 1978. március 1.) erdélyi magyar fizikus, fizikai szakíró, egyetemi oktató.

## Életútja
Középiskoláit a csíkszeredai Római Katolikus Főgimnáziumban végezte (1930), a kolozsvári I. Ferdinand Egyetemen szerzett fizika–kémia szakos tanári oklevelet 1935-ben. 1936-ban Marosvásárhelyen tanított a Református Kollégiumban, utána 1946-ig a gyulafehérvári Római Katolikus Főgimnáziumban. Ezt követően 1948-ig középiskolai szakfelügyelő. 1949–51 között Temesváron a Vegyes Líceum tanára, ugyanakkor a temesvári Főiskola Matematika–Fizika Karának adjunktusa. 1951-től előadótanár a Bolyai Tudományegyetemen, 1953–55 között a Pedagógiai Főiskola dékánja, 1955-től 1957-ig a Bolyai Tudományegyetem Matematika–Fizika Karának dékánhelyettese, majd nyugdíjba vonulásáig (1973) a kolozsvári Pedagógiai Továbbképző Intézet előadótanára a fizika tanszéken.

## Tudományos munkássága
Fizikai és didaktikai tárgyú tanulmányai, a fizika tanításának korszerűsítési lehetőségeit vizsgáló oktatásmódszertani cikkei jelentek meg a Matematikai és Fizikai Lapok, Korunk, Revista de Fizică şi Chimie, Gazeta Matematică şi Fizică, Revista Pedagogică c. folyóiratokban. Népszerűsítő cikkeket közölt a Szabad Szó, Előre, Tanügyi Újság, Făclia, Tribuna Şcolii, Gazeta Învăţământului c. lapokban. 1951-ben kőnyomatos jegyzetet adott ki a fizika szakos tanárok képzésének elősegítésére. Sokszorosított módszertani levélben (A fizikai jelenségek megfigyelésére, leírására és az oktatásban történő hasznosítására) segítette a tanár-továbbképzést. Munkatársa volt a kőnyomatos Román–magyar fizikai szótárnak (Kolozsvár, 1954).

## Egyetemi jegyzetei
- Elektromosság. I. Elektrosztatika (Kolozsvár, 1954);
- II. Elektrodinamika (Kolozsvár, 1955);
- Érintkezési potenciálok elméletének alapjairól (Kolozsvár, 1955);
- Capitole speciale de fizică (Kolozsvár, I. 1958; II. 1959).